# Sycaonia foersteri
Sycaonia foersteri är en stekelart som först beskrevs av Wesmael 1848.  Sycaonia foersteri ingår i släktet Sycaonia och familjen brokparasitsteklar. Arten är reproducerande i Sverige. Inga underarter finns listade i Catalogue of Life.